# Koncesija
Koncesija je pravo na korištenje nacionalnog dobra za obavljanje gospodarske djelatnosti.
Koncesija je pravo koje se prodaje - na temelju njega se ostvaruje zarada - pa ga je kao poduzetničku glavnicu potrebno kupiti prije početka korištenja.

## Vrste koncesija

### Eksploatacijske koncesije
- Eksploatacijske koncesije su one kojima državno tijelo daje pravo iskorištavanja prirodnog bogatstva.
- Po Ustavu RH izričito su navedena dobra koja imaju posebnu zaštitu jer su od nacionalnog interesa (biljni i životinjski svijet, more, obala, morska sol, nafta, zemni plin, kamen, zračni prostor itd.)
- Zakonom je određen način na koji se ta dobra mogu upotrebljavati i iskorištavati.

### Koncesije za javne namjene
- Koncesije za radijske i televizijske frekvencije, za izgradnju i održavanje autocesta, pruga, mostova, luka, parkirališta itd.

### Uvozne koncesije
- Oblik koncesijskoga ugovora kojim mjerodavno državno tijelo koncesionaru povjerava ekskluzivno pravo uvoza deficitarne robe te robe iz područja zabranjenoga uvoza, kao što je uvoz oružja ili sličnih proizvoda od nacionalnoga interesa.

### Izvozne koncesije
- Koncesijski ugovor kojim mjerodavno državno tijelo koncesionaru povjerava ekskluzivno pravo izvoza strategijskih sirovina, te robe iz područja zabranjenoga izvoza.

## Vanjske poveznice
- Zakon o koncesijama